# 史密斯嶺
79°7′S 86°32′W / 79.117°S 86.533°W
史密斯嶺（英語：Smith Ridge）是南極洲的山嶺，位於埃爾斯沃思地，處於弗雷澤嶺以西1.9公里，屬於赫里蒂奇嶺中方德斯峰的一部分，長7公里，由明尼蘇達大學地質學會繪入地圖，現時由南極條約體系管理。